# Isao Okiyama
Isao Okiyama (jap. 沖山功 Okiyama Isao) - japoński zapaśnik w stylu wolnym. Drugi w mistrzostwach Azji w 1987 roku.